# Prastio (Kellaki)
Prastio (Kellaki) (griechisch Πραστιό Κελλακίου Prastio Kellakiou) ist eine Gemeinde im Bezirk Limassol in der Republik Zypern. Bei der Volkszählung im Jahr 2021 hatte sie 107 Einwohner.
Der Name des Dorfes ist Prastio, aber aufgrund seiner Nähe zum Dorf Kellaki ist es als Prastio Kellaki bekannt.

## Name
Andererseits bezieht sich der Name des Dorfes auf die byzantinische Zeit. Einige Gelehrte argumentieren, dass der Name Prastio vom mittelalterlichen französischen Wort Prasti abgeleitet ist, was „Feld“ bedeutet. Das heißt, es war ein Ortsname von Bauernhöfen, die zu einigen Herrenhäusern gehörten. Der Name scheint jedoch rein griechisch und tatsächlich aus byzantinischer Zeit zu stammen. Es kommt von dem Wort proasteion, was eine Siedlung in der Nähe der Stadt bedeutet. Während des Mittelalters wurden viele kleine Siedlungen in verschiedenen Gebieten Zyperns Prastia genannt, im Sinne kleiner landwirtschaftlicher Siedlungen in der Nähe großer Siedlungen (Lehen), zu denen sie gehörten.

## Lage und Umgebung

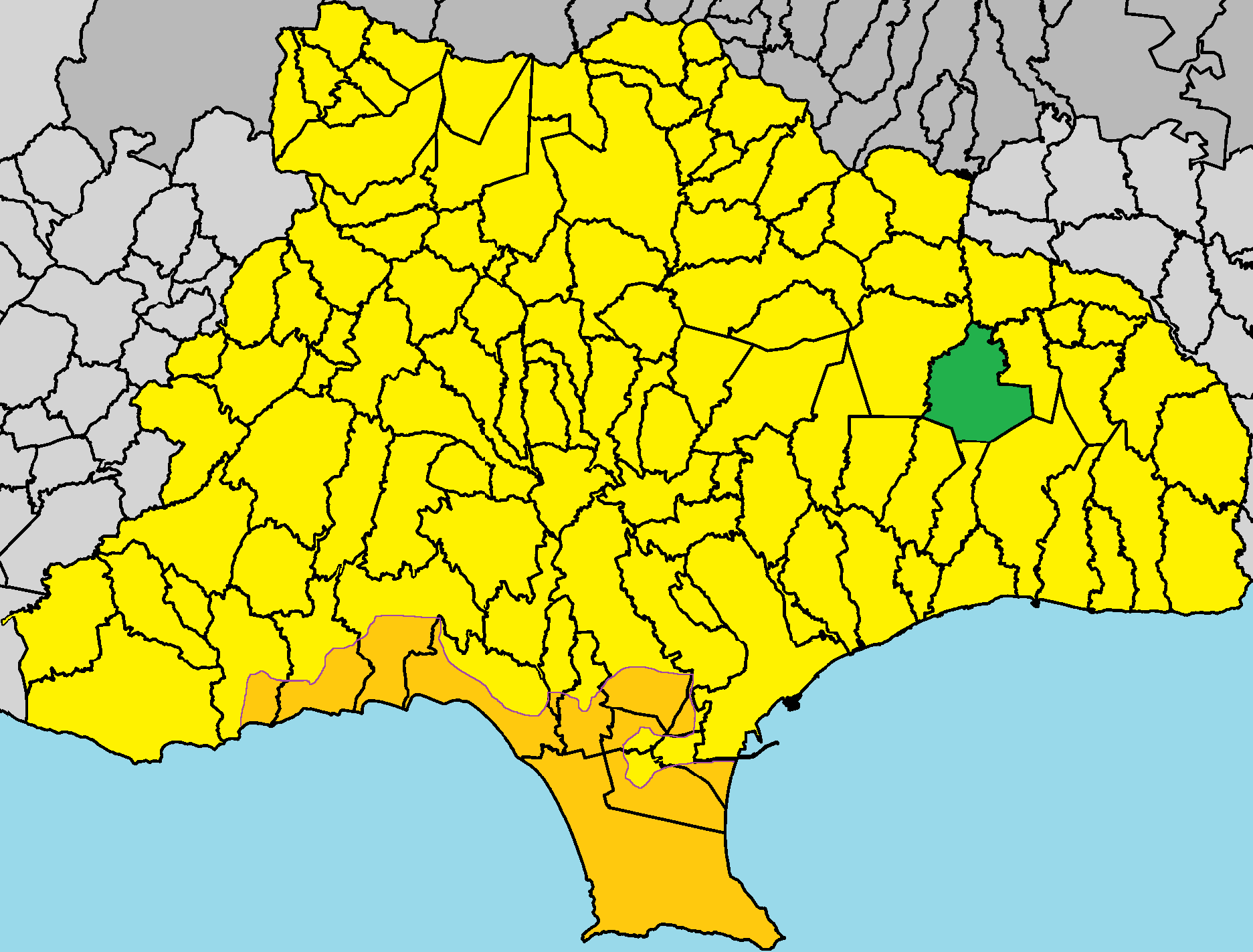
Lage im Bezirk Limassol

Prastio Kellaki liegt auf der Mittelmeerinsel Zypern auf einer Höhe von etwa 380 Metern, etwa 27 Kilometer nordöstlich von Limassol. Das 17,2076 Quadratkilometer große Dorf grenzt im Süden an Finikaria, Parekklisia und Armenochori, im Westen an Dierona, im Norden an Eptagonia und im Osten an Kellaki. Das Dorf kann über einen Abzweig der Straße E109 erreicht werden.

## Geschichte
Prastio Kellaki wird in mittelalterlichen Quellen nicht erwähnt. Wahrscheinlich war es damals nur ein Bauernhof mit wenigen Einwohnern.

### Bevölkerungsentwicklung
| Jahr      | 1881 | 1891 | 1901 | 1911 | 1921 | 1931 | 1946 | 1960 | 1976 | 1982 | 1992 | 2001 | 2011 | 2021 |
| Einwohner | 154  | 191  | 177  | 183  | 196  | 157  | 221  | 195  | 139  | 108  | 79   | 81   | 103  | 107  |